# Diecéze zhořelecká
Diecéze zhořelecká či Diecéze Görlitz (lat. Diocesis Gorlicensis, něm. Diözese Görlitz, hornolužickosrbsky Biskopstwo Zhorjelc, také často pouze Bistum Görlitz neboli Biskupství zhořelecké) je římskokatolická diecéze ve východním Německu. Zahrnuje Dolní Lužici v Braniborsku a severovýchodní část Horní Lužice, která patří ke Svobodnému státu Sasko, ale do roku 1945 byla součástí pruské provincie Slezsko. Diecéze se tak nachází v křesťanské diaspoře. Centrem diecéze a sídelním městem biskupa je Görlitz (česky Zhořelec) v Sasku. Hlavním kostelem diecéze je katedrála sv. Jakuba v Zhořelci.

## Historie

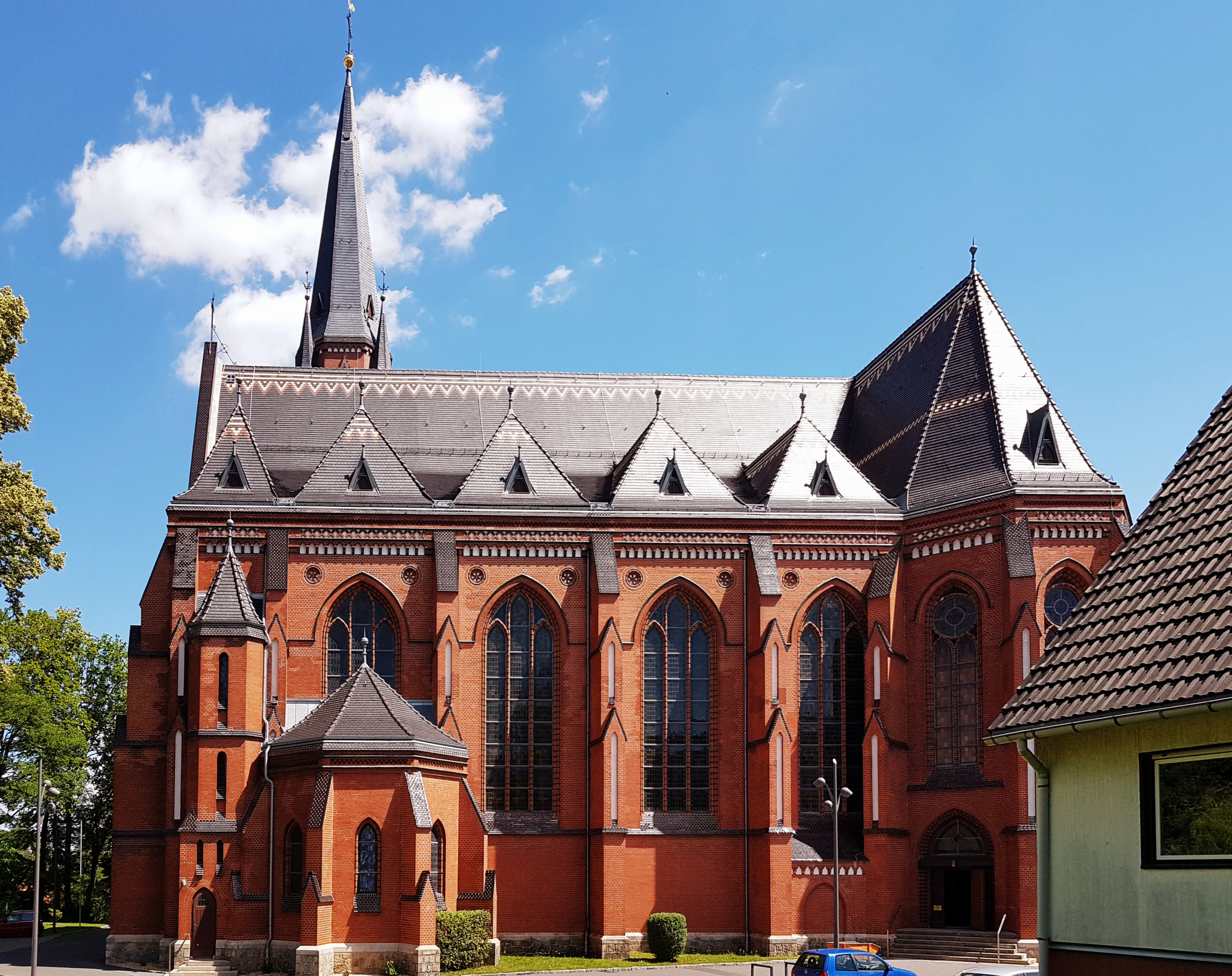
Katedrála svatého Jakuba, Görlitz

### Prehistorie

#### Od reformace po Vídeňský kongres
Po reformaci katolický církevní systém ve volebním Braniborsku, Dolní Lužici a severovýchodní (později pruské) části Horní Lužice prakticky zanikl. Katolický zůstal pouze cisterciácký klášter Neuzelle a farnosti Jauernick, která patřila cisterciáckému klášteru Marienthal, a Wittichenau, která patřila cisterciáckému klášteru Marienstern. Poté, co velká část Lužice připadla Prusku v důsledku Vídeňského kongresu v roce 1815, bylo území dnešní diecéze bulou De salute animarum připojeno k vratislavské diecézi. 

#### Vratislavská arcidiecéze
V arcidiecézi vratislavské byl po smrti arcibiskupa Adolfa Bertrama 6. července 1945 zvolen 16. července kapitulním vikářem vratislavské katedrální kapituly katedrální děkan Ferdinand Piontek. 12. srpna přiměl polský primas August kardinál Hlond Piontka, aby se vzdal části arcidiecéze na východ od hranic s Odrou a Nisou, která byla nyní pod polskou správou. Zároveň Hlond rozdělil tuto církevní provincii na čtyři apoštolské administratury, pro které jmenoval apoštolské administrátory již 15. srpna 1945:
- Karol Milik pro Wroclaw
- Bolesław Kominek za Opolí
- Edmund Nowicki za Gorzów Wielkopolski
- Teodor Bensch za Olsztyn.

Správci byli jmenováni s účinností od 1. září. Jak se později ukázalo, Hlondovy zvláštní pravomoci se netýkaly bývalých německých diecézí, takže neměly oporu v kanonickém právu. 

#### Arcidiecézní ordinariát Vratislav/ pobočka Görlitz
V září 1945 založili breslavští katedrální kaplani prelát Ludwig Cuno (* 15. července 1881 Kassel; † 1. srpna 1949 Görlitz), bratr říšského kancléře (listopad 1922 až srpen 1923) Wilhelma Cuna, a Emanuel Tinschert (1883-1968) pobočku breslavského generálního vikariátu pro část breslavské arcidiecéze ležící západně od Odry a Lužické Nisy. Kapitulní vikář Ferdinand Piontek, který byl v té době ještě ve Vratislavi, potvrdil toto zřízení v dopise z 2. listopadu 1945. Kromě diecézní správy v oblasti diecéze na západ od linie Odra-Nisa bylo úkolem görlitzské filiálky udržovat kontakt s vratislavskými kněžími a studenty teologie rozptýlenými po všech diecézích v Německu, což bylo pro kapitulního vikáře, který zůstal ve Vratislavi, stěží možné. 

#### Arcibiskupský úřad Görlitz
V květnu 1946 byla správa diecéze Görlitz-Cottbus přejmenována na Arcibiskupský úřad Görlitz. Stalo se tak na žádost Piontka, který byl stále ve Vratislavi a snažil se tam vyhnout konfliktům s polskými církevními a státními úřady ohledně dalšího používání starých pečetí arcidiecéze pod německým názvem. Název správy se stal názvem pro celou diecézi na západ od Nisy. V roce 1848 se arcidiecéze přestěhovala do Polska. Piontek opustil Breslau 9. července 1946 s uprchlickým transportem, který skončil v Peine. V březnu 1947 Piontek konečně dorazil do Görlitz a ujal se svých oficiálních povinností kapitulního vikáře arcidiecéze Breslau, nyní omezené na diecézní oblast západně od Nisy.
V následujícím období se Piontek a jeho nově zřízená diecézní správa snažili vytvořit z německého zbytku arcidiecéze životaschopnou církevní jurisdikci. To zahrnovalo reorganizaci pastoračních struktur a zřízení mnoha nových kaplanství, která se starala o katolické obyvatelstvo, jež se v důsledku vyhánění značně rozrostlo. V roce 1948 byl v Neuzelle založen seminář Bernardinum, aby mohl pokračovat ve vzdělávání vlastních kněží. Součástí těchto snah o rozvoj byly také katechetické semináře v Görlitz a Cottbusu a nová správa diecézní charity.
Odříznuta od tradičních poutních míst, byla v roce 1947 na popud faráře mládeže Heinricha Theissinga zahájena pouť mládeže a v roce 1948 vznikla poutní píseň Neuzell pro každoroční poutě do Neuzelle. Tím vznikla nová poutní tradice pro arcibiskupství Görlitz.
Piontek jmenoval nové členy pokračující německé metropolitní pobočky v Breslau. Po jeho smrti zvolila kapitula na místo kapitulního vikáře Gerharda Schaffrana. 

#### Apoštolská administratura
Po ratifikaci německo-polské smlouvy papež Pavel VI. nařídil kanonickou reorganizaci původně německých diecézí na polském území apoštolskou konstitucí Episcoporum Poloniae ze dne 28. června 1972. Téhož dne byla jako apoštolská administratura vyčleněna i oblast kolem Görlitz a Cottbusu, která je od té doby spravována odděleně od vratislavské arcidiecéze.

### Diecéze Görlitz

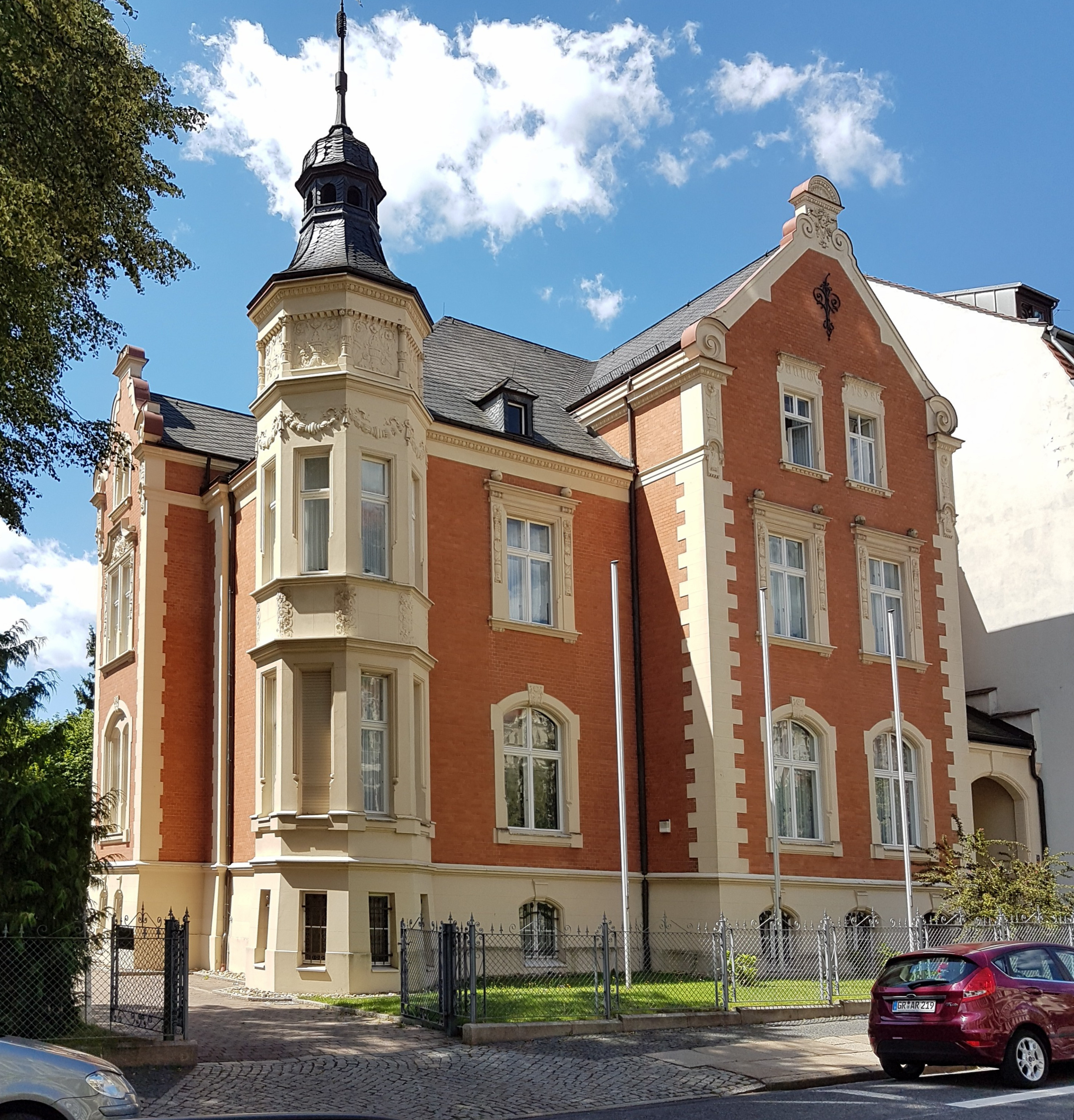
Biskupská rezidence na ulici Carl-von-Ossietzky-Straße v Görlitz

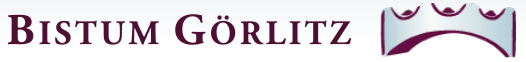
Logo zhořelecké diecéze

Duchovní správu nakonec povýšil na samostatnou diecézi papež Jan Pavel II. 27. června 1994 apoštolskou konstitucí Solet usque, která byla přidělena berlínské arcidiecézi jako sufragánní diecéze.
Apoštolským listem Semper studuit potvrdil Jan Pavel II. 21. září téhož roku svatou Hedviku Slezskou jako diecézní patronku.
Dnes je tato diecéze co do počtu katolíků zdaleka nejmenší katolickou diecézí v Německu.

## Diecézní znak
Popis znaku: „Štít červeno-zlatě dělený sníženým stříbrným, černým zděným břevnem mostní oblouk; nahoře vpravo šest stříbrných fleurs-de-lis, vlevo nahoře posunutý doprava široký černý latinský kříž opět nahoře a na břevně zkřížený, uprostřed pokrytý kruhem, vlevo dole provázený černou mušlí, vpravo dole stříbrné břevno, vlevo dole dva kráčející černí lvi nad sebou. Nad štítem stříbrná, zlatě zdobená, červeně lemovaná mitra s vlajícími stříbrnými, červeně lemovanými infulemi. Za štítem šikmo zkřížený vpravo zlatý procesní kříž s rovnými rameny zakončenými čtverci, vlevo zlatá berla s lilií v kruhu.“
Význam: Šest stříbrných lilií na červeném pozadí znázorňuje někdejší příslušnost území diecéze k vratislavskému arcibiskupství, zatímco černý mezikříž a černá mušle na zlatém pozadí symbolizují bývalou Apoštolskou administraturu Görlitz se dvěma církevními centry Görlitz (mušle sv. Jakuba/biskupský kostel) a Neuzelle (bývalé cisterciácké opatství/poutní místo a seminář). Tyto znaky jako označení původu nese most, který překlenuje osobní znak svaté Hedviky (červeno-stříbrno-červené pruhy a dva černí lvi na zlatém pozadí). Most má po vzoru svaté Hedviky vyjadřovat snahu diecéze o porozumění a solidaritu se sousedním polským národem. Tato spojovací funkce diecéze se zvlášť působivě projevila při oslavách 750. výročí smrti svaté Hedviky Slezské v říjnu 1993. Znakem solidarity mezi německými a polskými katolíky je také společné procesí přes hranice, které se koná každé čtyři roky.

## Diecézní svatí patroni a diecézní kalendář
Patronkou diecéze je sv. Hedvika z Andechsu.
| Den           | Událost                                                                   | Liturgický význam                              |
| ------------- | ------------------------------------------------------------------------- | ---------------------------------------------- |
| 12. června    | bl. Hildegarda Burjanová, sociální politička, zakladatelka řeholního řádu | nezávazná památka                              |
| 16. června    | sv. Benno, míšeňský biskup                                                | památka                                        |
| 25. července  | sv. Jakub starší, apoštol                                                 | v katedrále slavnost                           |
| 17. srpna     | sv. Hyacint, kněz, posel víry                                             | nezávazná památka                              |
| 10. září      | Památka ctihodných mučedníků z Neuzelle (1429)                            | památka                                        |
| 6. října      | Výročí posvěcení katedrály                                                | v katedrále slavnost, ve zbytku diecéze svátek |
| 16. října     | sv. Hedvika z Andechsu, vévodkyně slezská, patronka diecéze               | slavnost                                       |
| 5. listopadu  | bl. Bernard Lichtenberg, kněz, mučedník                                   | nezávazná památka                              |
| 19. listopadu | sv. Alžběta Durynská, zemská patronka                                     | svátek                                         |

## Chronologie biskupů
Období sedisvakance nepřesahující dva roky nebo historicky nezjištěná se vynechávají.
apoštolský administrátor Bernhard Huhn † (28. června 1972 – 27. června 1994 emeritura)
1. diecézní biskup Rudolf Müller † (27. června 1994 – 24. června 2006 emeritura)
2. diecézní biskup Konrad Zdarsa (24. dubna 2007 – 8. července 2010 jmenován biskupem v Augsburgu)
3. diecézní biskup Wolfgang Ipolt, od 18. června 2011

## Statistiky
V roce 2019 bylo v diecézi pokřtěno 29 671 osob z celkového počtu 704 340 obyvatel, což představuje 4,2 %. 
| rok                                                                   | populace | populace  | populace | kněží  | kněží    | kněží   | kněží      | trvalí jáhnové | řeholníci | řeholníci | farnosti |
| rok                                                                   | pokřtění | celkem    | %        | celkem | diecézní | řeholní | počet křtů | trvalí jáhnové | muži      | ženy      | farnosti |
| --------------------------------------------------------------------- | -------- | --------- | -------- | ------ | -------- | ------- | ---------- | -------------- | --------- | --------- | -------- |
| 1980                                                                  | 70.000   | 1.000.000 | 7,0      | 88     | 81       | 7       | 795        | 5              | 8         | 219       | 59       |
| 1990                                                                  | 60.000   | 930.000   | 6,5      | 77     | 73       | 4       | 779        | 7              | 4         | 173       | 57       |
| 1999                                                                  | 49.200   | 920.000   | 5,3      | 68     | 62       | 6       | 723        | 5              | 6         | 130       | 57       |
| 2000                                                                  | 49.200   | 920.000   | 5,3      | 66     | 60       | 6       | 745        | 5              | 6         | 115       | 57       |
| 2001                                                                  | 48.500   | 920.000   | 5,3      | 63     | 58       | 5       | 769        | 6              | 8         | 106       | 55       |
| 2002                                                                  | 48.500   | 910.000   | 5,3      | 66     | 61       | 5       | 734        | 6              | 6         | 104       | 55       |
| 2003                                                                  | 48.000   | 905.000   | 5,3      | 58     | 54       | 4       | 827        | 6              | 5         | 97        | 55       |
| 2004                                                                  | 35.000   | 890.000   | 3,9      | 57     | 55       | 2       | 614        | 6              | 3         | 91        | 52       |
| 2006                                                                  | 32.203   | 792.824   | 4,1      | 59     | 57       | 2       | 545        | 4              | 3         | 81        | 46       |
| 2013                                                                  | 28.503   | 829.200   | 3,4      | 50     | 47       | 3       | 570        | 5              | 5         | 53        | 20       |
| 2016                                                                  | 28.795   | 696.305   | 4,1      | 48     | 46       | 2       | 599        | 8              | 2         | 44        | 19       |
| 2019                                                                  | 29.671   | 704.340   | 4,2      | 47     | 42       | 5       | 631        | 6              | 6         | 40        | 17       |
| Zdroj: Catholic-Hierarchy, která přebírá údaje z Annuario Pontificio. |          |           |          |        |          |         |            |                |           |           |          |

## Galerie

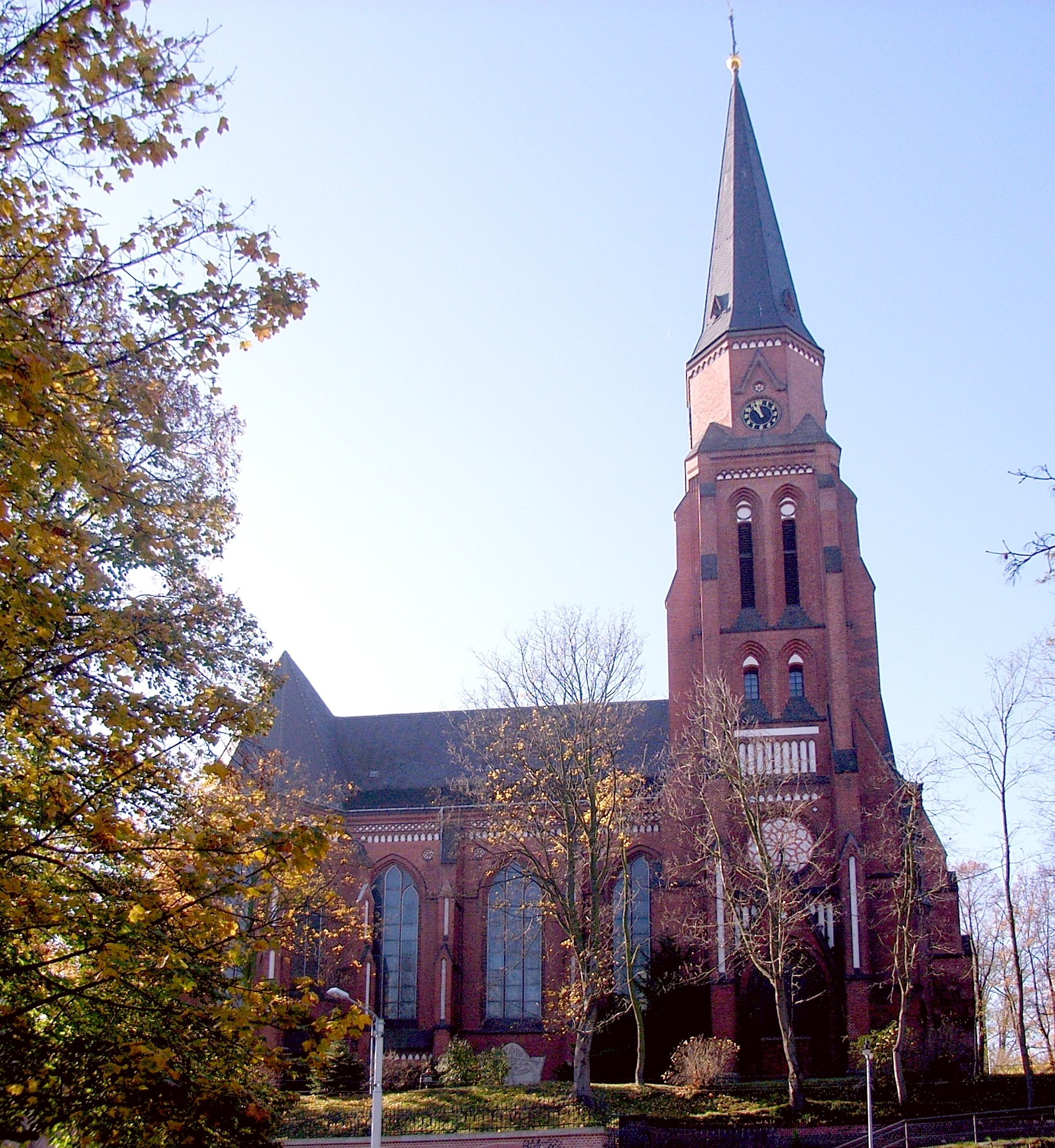
Katedrála sv. Jakuba (Zhořelec)
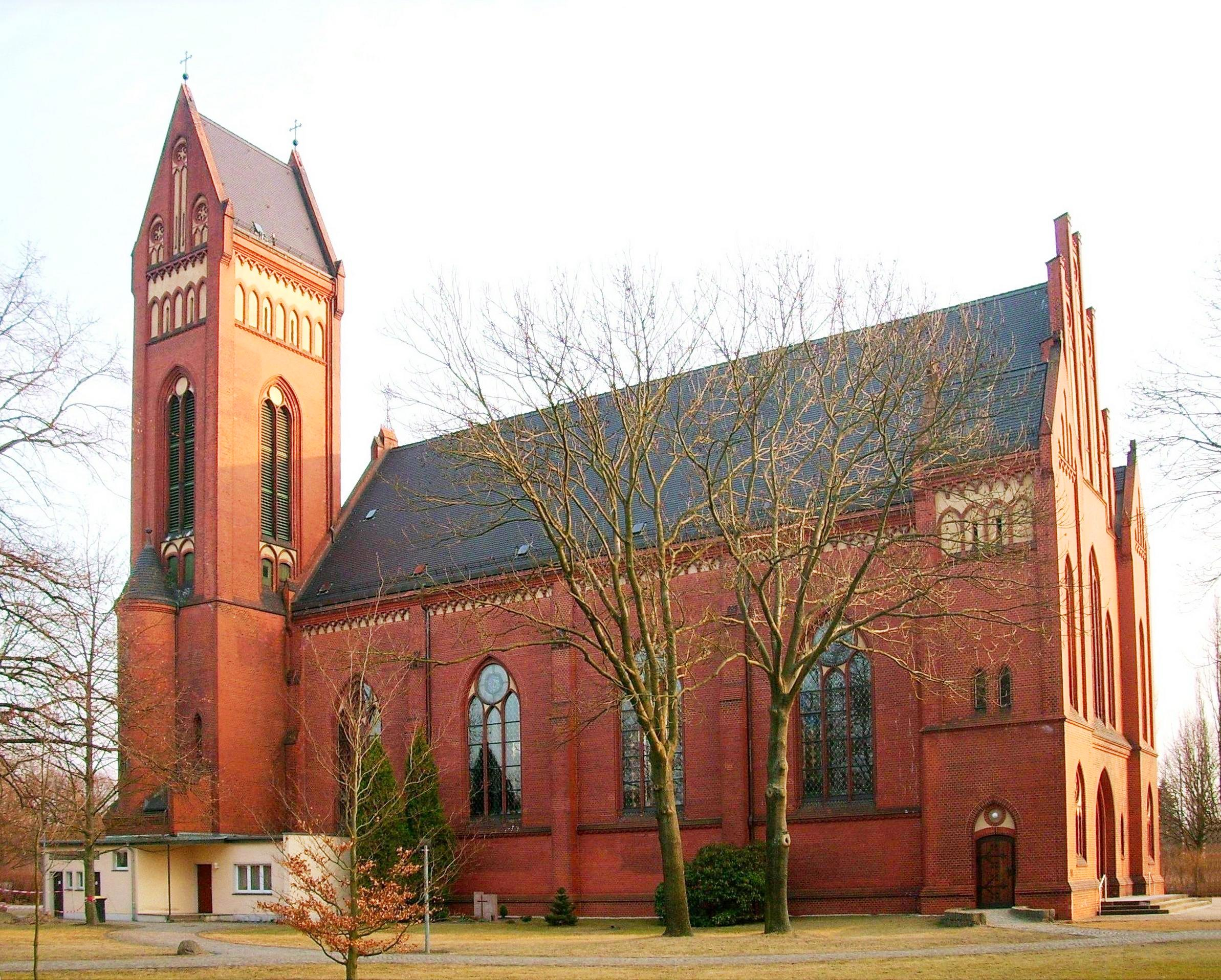
Kostel svaté Rodiny (Hojeřice)
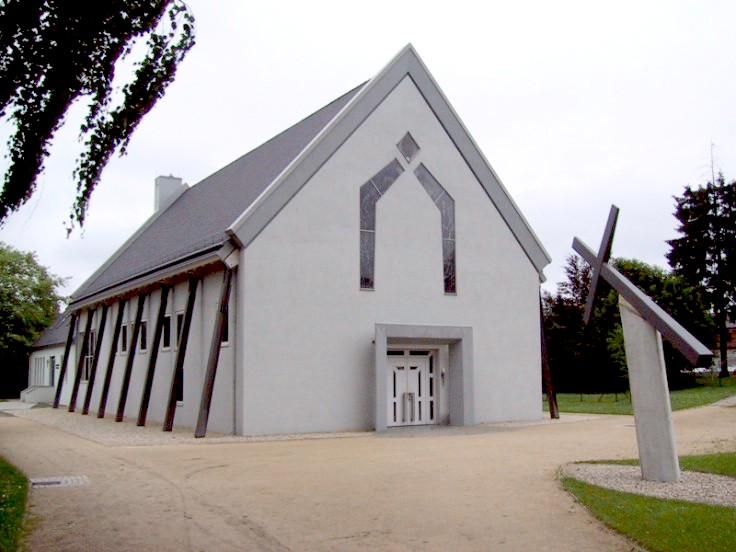
Kostel sv. Hedviky (Zhořelec)